# Võ Văn Hạnh
Võ Văn Hạnh (sinh ngày 1 tháng 4 năm 1974 tại Phú Yên, quê gốc Nghệ An) là một cựu cầu thủ bóng đá người Việt Nam, từng thi đấu ở vị trí thủ môn cho câu lạc bộ Sông Lam Nghệ An. Anh là thủ môn đầu tiên giành giải thưởng Quả bóng vàng Việt Nam vào năm 2001. Anh là một người theo đạo Phật.

## Danh hiệu

### Tập thể

#### Sông Lam Nghệ An
- V-League: 2000, 2001

#### Hoàng Anh Gia Lai
- V-League: 2003, 2004
- Siêu cúp Quốc gia: 2003, 2004

#### SHB Đà Nẵng
- V-League: 2009
- Cúp Quốc gia: 2009

### Cá nhân
- Quả bóng vàng Việt Nam: 2001